# Berta Zirn
Berta Zirn (* 8. Februar 1891 in Bubsheim; † 13. Januar 1976) war eine deutsche Krankenschwester. Für ihre außergewöhnlich lange, kontinuierliche Tätigkeit in der Pflege über mehr als fünf Jahrzehnte hinweg wurde sie mehrfach ausgezeichnet.

## Leben und Wirken
Berta Zirn wurde am 8. Februar 1891 in Bubsheim geboren. Nach ihrer Schulzeit machte sie eine Ausbildung zur Krankenschwester am Nymphenburger Krankenhaus in München. Im Jahr 1920 legte sie die Prüfung ab. Am 1. Oktober 1920 trat sie in ihrem Heimatort Bubsheim den Dienst als Gemeinde-Krankenschwester an und hatte diese Aufgabe noch im hohen Alter von über 80 Jahren bis zu ihrem Tod im Jahr 1976 inne. Ebenfalls über 50 Jahre versorgte sie die Bubsheimer Kirche und Sakristei. 
Berta Zirn starb Mitte Januar 1976 wenige Wochen vor Vollendung ihres 85. Lebensjahres.

## Ehrungen
Anlässlich ihres 70. Geburtstags wurde sie am 8. Februar 1961 mit dem Bundesverdienstkreuz am Bande ausgezeichnet. Anlässlich ihres 50-jährigen Jubiläums als Krankenschwester wurde sie am 24. Januar 1971 im Namen des Caritasverbandes Freiburg durch den Päpstlichen Hausprälaten Alfred Weitmann von der Diözese Rottenburg-Stuttgart mit dem Goldenen Caritaskreuz ausgezeichnet. Bürgermeister Josef Stier verlieh ihr im Auftrag des Gemeinderats am selben Tage das Ehrenbürgerrecht der Gemeinde Bubsheim.